# Стефан VI Рареш
Стефан VI Рареш ((VIII), (рум. Ştefan VI Rareş, пом. 1552) — господар Молдовського князівства з 11 червня 1551 до 1 вересня 1552 року. Син Петра IV Рареша, молодший брат Іллі II Рареша.

## Біографія
Дата народження Стефана VΙ Рареша невідома. Стефан VI Рареш зійшов на молдовський престол 11 червня 1551 року, після того як його старший брат Ілля II Рареш прийняв іслам і переїхав до Білгороду — Дністровського.
За свідченням літописців Стефан VI Рареш дуже часто проявляв свою жорстокість і жадібність, внаслідок чого був непопулярним серед боярської опозиції і через що велика кількість з них була вимушена переїхати до Польщі. Свого часу Стефан VI Рареш намагався укласти військовий альянс з імператором Священної Римської імперії Фердинандом I проти Османської імперії, але його намагання було безуспішним.
1 вересня 1552 в результаті заколоту Стефан VI Рареш був вбитий разом з сім'єю у селі Цецорі. Стефан був останнім чоловічим нащадком династії Богдан- Мушат.